# Churchillovy vodopády
Churchillovy vodopády (anglicky Churchill Falls do roku 1965 se nazývaly anglicky Grand Falls) jsou vodopády na horním toku řeky Churchill v Kanadě na poloostrově Labrador v provincii Newfoundland a Labrador. Nacházejí se v místě, kde řeka protíná příkrý okraj planiny. Jsou vysoké přibližně 75 m. V profilu vodopádů byla vybudována vodní elektrárna o výkonu 2,5 MW.